# Königsberger Vertrag (1384)

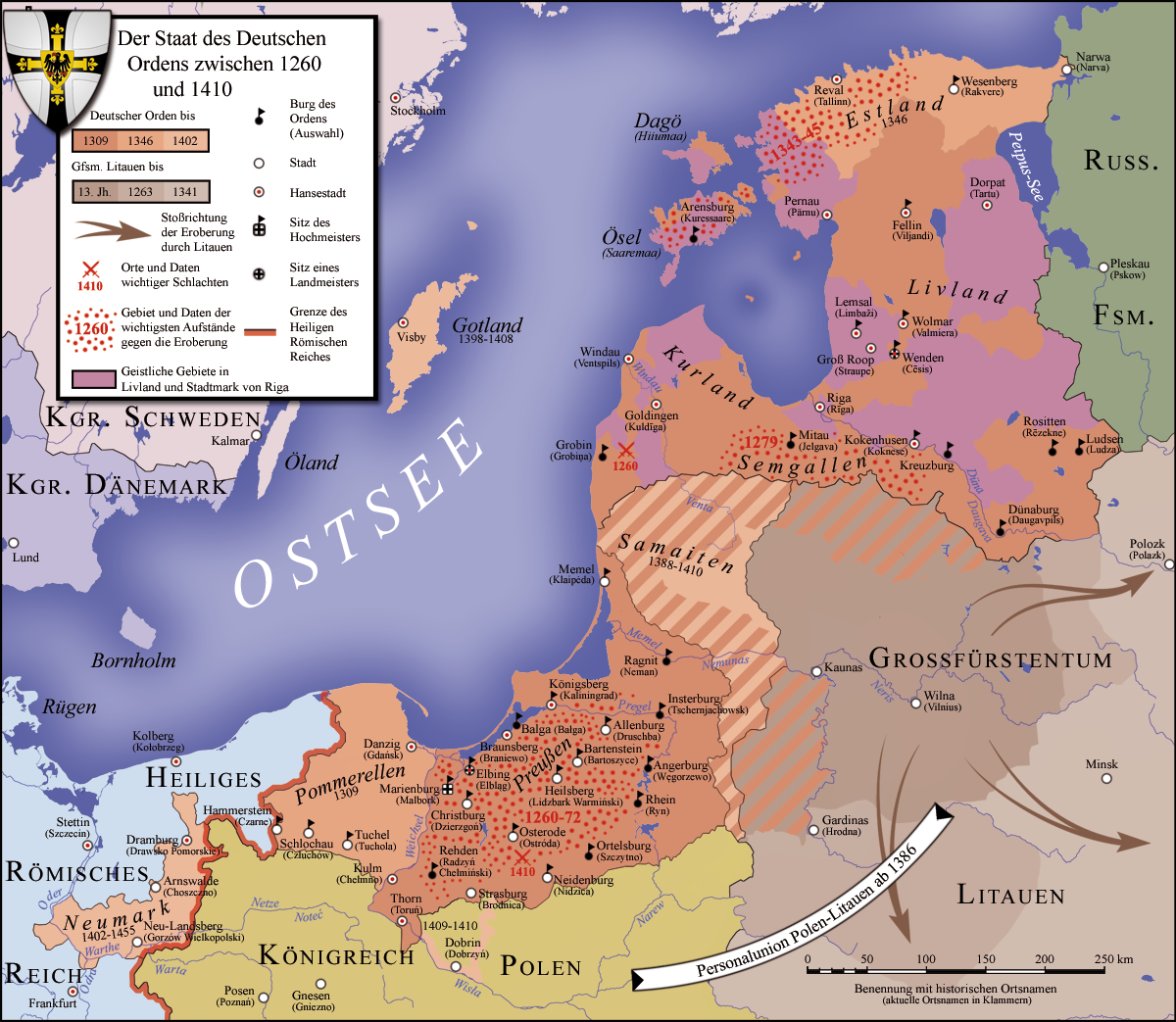
Großfürstentum Litauen, die Gebiete des Deutschen Ordens, des Livländischen Ordens und Žemaiten (Samogitien) 1410

Der Königsberger Vertrag war eine Vereinbarung zwischen dem litauischen Fürsten Vytautas und dem Deutschen Orden vom 30. Januar 1384 in Königsberg.
Wesentlicher Inhalt war die Übertragung Samogitiens an den Orden und die Anerkennung der Lehnshoheit des Ordens über Litauen. Dafür sicherte der eine militärische Unterstützung für Vytautas im Kampf gegen dessen Cousin und Großfürsten Jogaila zu.
Samogitien war als Bindeglied zwischen dem Ordensland und dem Land des zugehörigen Livländischen Ordens für den Deutschen Orden von großer Bedeutung.
Die Übertragung von Samogitien konnte zu dieser Zeit allerdings nicht umgesetzt werden, da Vytautas keine Macht dazu hatte.
Er bildete aber die Grundlage für den Vertrag zu Salinwerder von 1398 zwischen beiden Seiten.

## Geschichte
1382 hatte Jogaila dem Orden im Vertrag von Dubysa Samogitien bis zum Fluss Dubysa zugesagt, die Vereinbarung jedoch nicht umgesetzt.
Vytautas versprach nun eine Grenze bis zum Fluss Nevėžis und das Gebiet um Kaunas.
Verschiedene Regionen Samogitiens erklärten im Februar 1384 ihre Zustimmung zu dem Vertrag.
Am 16. Juli wiederholte Vytautas in Neu-Marienburg seine Zusagen.
Noch im gleichen Monat zerstörte er jedoch Neu-Marienburg und Georgenburg und nahm den Kastellan von Neu-Marienburg Markward von Salzbach gefangen. Am 6. November eroberte er mit Jogaila Neu-Marienwerder und zerstörte es.
Am 19. Januar 1390 schlossen Vytautas und der Orden den Vertrag von Lyck, mit dem gleichen Inhalt wie in Königsberg.
1392 traf Vytautas jedoch mit Jogaila das Abkommen von Ostrowo, und zerstörte erneut Burgen des Ordens.
1398 wurden zwischen Großfürst Vytautas und dem Orden der Vertrag zu Salinwerder geschlossen, 1404 der Vertrag von Raciąż, beide Male mit einem Inhalt von Königsberg.
Der litauische Historiker Danilevičius und der polnische Historiker Konecny hegen Zweifel an der Echtheit des Vertrages und halten eine Fälschung durch den Deutschen Orden für möglich.